# Ponte Serme
Il Ponte Serme  era un ponte viadotto situato nel territorio a ovest di Béziers, nel Dipartimento dell'Hérault, in Occitania. È considerato uno straordinario esempio di architettura ed ingegneria romana.

## Storia
Il Pont Serme o Pons Selinus, più tardi chiamato il Pons Septimus, era un ponte romano della Via Domizia in Hérault, zona meridionale della Francia. Lungo circa 1500 m, il viadotto attraversava le paludi dell'Orb e quelle dell'Etang a Capestang, comune francese situato a ovest di Béziers, superando in lunghezza perfino il Ponte di Traiano sul Danubio. Oggi del ponte non rimangono che poche tracce. Sopravvive il nome, ripreso da un villaggio ubicato nelle sue vicinanze.